# 陳美齡
陳美齡（1955年8月20日—），香港女歌手、演員、作家、小說家並擔任大學教授、日本聯合國國際兒童緊急基金協會大使等。1972年在日本音樂人平尾昌晃的介紹下赴日發展多年，並於1994年在美國史丹福大學取得哲學博士學位。曾旅居日本東京都，現已返回香港定居。她的大姐是邵氏女星陳依齡，而二姐陳曦齡是維特健靈董事長，幼弟為有「靈芝大王」之稱的，上市公司培力控股的創辦人陳宇齡。

## 背景
陳美齡生於賛育醫院，祖籍廣東東莞。其父陳燧棠出生於香港，曾就讀英皇書院，畢業後去到中國，在貴陽認識護士學校女學生彭端淑，二人在1946年結婚，並返回香港。陳美齡在家中四姊妹排行第四，另有三名胞兄弟。她早年居住在香港島北角皇都戲院大廈，1961年畢業於銅鑼灣天后廟道金龍臺私立小學聖安當學校幼稚園部，繼而於該校就讀初小，再轉學至瑪利曼小學。後來於1967年，12歲的陳美齡升讀瑪利曼中學（1972年中五、1973年中六），在初中開始參加義務活動，以吉他自彈自唱募捐，1969年被星探發掘並灌錄了《Circle Game》，1971年第一張專輯《Will the Circle be Unbroken》在香港非常暢銷。1972年與姐姐陳依齡演繹張徹導演的電影《年輕人》和《叛逆》，扮演年輕活潑的女孩子，在馬來西亞、泰國、新加坡等東南亞地區也走紅。陳美齡同年於香港中學會考中考獲3優成績。翌年於瑪利曼中學完成中六預科學業。她1974年分別為香港麗的電視和台灣拍攝了電視劇與電影版《燕飛翔》，進一步提高了她在台灣和東南亞的人氣。1975年與後來的香港著名歌星王傑參演了電影《我在戀愛》，1976年與台灣演員徐康泰、劉家昌主演了電影《田園》。她在香港灌錄的英文版唱片也很暢銷。
受日本著名歌手、作曲家平尾昌晃邀請，她於1972年赴日灌錄「虞美人之花」開始在日本演出迷上很多日本青少年了。1973年以「草原光輝」一首歌得到日本唱片獎新人獎，以她的清澈高聲和可愛的外表和剛剛學起的有趣日語表現，成為風靡一時的人氣偶像。在日本進入上智大學國際學系學習後不久，她聽從父親意見突然表示暫時退出娛樂界，赴加拿大多倫多大學留學，修讀社會兒童心理學。1978年畢業後，再次赴日並重新進入娛樂界。同年，她成為首個在在日本武道館舉行個人演唱會的華人。
1979年在香港發表首張粵語唱片《雨中康乃馨》。1984年應徵寫一篇紀念國際青年年的和平論文《以歌聲呼籲和平》，得到特別獎。同年首次回到母親的故鄉貴州省貴定縣。1985年她在北京首都體育館吸引5萬4千聽眾，為宋慶齡基金會義演，這成為她在中國的首次演唱會。不過台灣方面對於陳美齡這一做法很不滿，即刻禁止她入境台灣。同年陳美齡為日本電視台慈善節目《24小時電視》遠赴受干旱和饑荒威脅的埃塞俄比亞進行采訪活動。通過這些慈善活動，在忙于演唱活動的空餘，重新開始了義務工作。
1986年，她和原經紀人金子力結婚，在加拿大生了長子。翌年，攜帶嬰兒到電視台等工作場所，和一些持有反對意見的人進行了美齡論爭，成為日本男女都關心的熱門話題，「アグネス」（美齡）一詞也得到當年日本新語·流行語大獎大眾獎。通過這場社會論爭，日本的勞動母親和女性的立場也重新受到關注。1989年前往美國留學，進入史丹福大學教育系博士課程，在當地生了次子。她以調查日本東京大學和史丹福大學畢業生的十年後的情況，日美兩國的男女待遇的相差，於1994年獲教育學博士（Ph.D）。
在1980年代期間，為了讓日本人面對有關二次大戰真相，曾於一日本電視綜藝節目上展示一本書籍裏的南京大屠殺（日本稱「南京事件」）的照片，之後收到威脅她及她兒子人身安全的恐嚇信。
1996年，在香港誕下三子。她繼續作為隨筆作者、大學教授，在日本各地演講，1998年任日本聯合國國際兒童緊急基金協會大使，先後訪問泰國、蘇丹、東帝汶、菲律賓、伊拉克、摩爾多瓦、萊索托等國家，傳達當地見到的兒童們的窮況，并編寫《我喜愛的日本》等文章，提倡實現世界和平的意見。
2000年起開始翻唱70、80年代的經典歌謠，2001年唱了一首原為鄧麗君作曲的歌〈忘也忘不了〉。
2002年出版日語小說《完美的情侶》和《子彈作的戒指》，成為小說家。
2005年，她為了日本朝日飲料公司的十六茶電視廣告，重新灌錄30年前自己唱的老歌，稱「草原光輝2005」。10月份榮獲廣島大學舉辦的第14屆裴斯泰洛齊教育獎。同年發表一首「幸福之花」，歌唱時配合手語。她還與電影明星成龍等合作灌錄英文專輯《Forget Yourself》，在2006年2月份於美國發售。
2007年計劃在日本發表以和平為主題的3首新歌，并灌錄專輯，還通過著作，提倡世界和平。在日本初次登台後35年的今年，準備在日本各地開紀念演唱會之外，還準備去北京演唱。每年5月在日本王宫护城河畔千岛渊墓苑舉行的日軍陣亡戰士紀念活動，陳美齡亦出席該年活動，更与首相安倍晋三及导演山田洋次等名人获邀合作以“和平”為主題填詞。2007年陳美齡在參加《最終警告！恐怖的家庭醫學》節目中檢查時發現罹患乳腺癌，已在10月1日割除，手術成功。
2014年10月，香港「雨傘運動」期間，她與金美齡在日本電視節目辯論，並表明反對佔領中環，支持一國兩制，又透露自己是「香港的英國籍」，持「英國國民（海外）護照（BNO）」和香港身份證，是香港居民。
2017年11月，陳美齡出席女人迷在台灣舉辦的全球女性影響力論壇，談及影響力，她說自己從小害羞且自我肯定力很低，直至初中時，一場義工經歷改變了她的生命。說到日本的美齡論爭，她說若自己的堅持能夠替往後女性開闢出一邊工作仍能一邊帶小孩的先例，或許未來的女性可以擁有更自由平等的職場環境，於是她決心用自己的一生，去證明女性也能有事業野心，也能追逐自己的夢想。「當你覺得迷茫，去忘記自己，你會得到力量。」

## 專輯唱片(CD)
- 1971年　《Will the circle game be unbroken》
- 1972年　《ORIGINAL (1)》、《虞美人之花》(日語)、《With Love from Agnes》
- 1973年　《如花、如星》(日語)、《草原光輝》(日語)、《FLOWER CONCERT》(日語)
- 1974年　《美齡的小日記》(日語)、《我和你的演唱會》(日語)、《燕飛翔》
- 1975年　《對你說謝謝》(日語)、《小小戀愛故事》(日語)、《全家演唱會》(日語)、《青春，你好》(日語)、《Loving Songs》、《我在戀愛》
- 1976年　《Mei Mei 時常夢想》(日語)、《后會有期》(日語)、《愛人那裡去尋找》、《AGNES CHAN》、《愛的記憶》(日語)
- 1977年　《How are you? 你好嗎？》(日語)、《私的戀人》(日語)、《從加拿大送愛情》(日語)
- 1978年　《Happy Again》(日語)、《預備跑》(日語)
- 1979年　《AGNES IN WONDERLAND 美齡游仙境》、《ABC AGNES》、《雨中康乃馨》、《美しい日々》(日語)
- 1980年　《MESSAGE》(日語)、《晨星・情劫・流浪客・問我是誰》、《歸來的燕子》(2002年在台北出版的《台灣旅日紅星》中收錄)
- 1981年　《Love Me Little Love Me Long》(日語)、《愛的咒語》、《痴戀・忘憂草》
- 1982年　《漓江曲》、《HALF TIME・Christmas Song Medley》(日語、英語)
- 1983年　《小小質問》(日語)、《Girl Friends》(日語)、《願你繼續醉》
- 1985年　《愛的Harmony》、《就要找到愛情 CITY ROMANCE》(日語)
- 1990年　《Dear Agnes Carpenters Collection》
- 1992年　《世界兒歌催眠曲全集I～V》
- 1997年　《陳美齡精選》
- 1999年　《世界催眠曲兒歌名曲集》
- 2000年　《美齡的開心兒歌》(日語)、《美齡的英語歌》、《Melancholy》、《LOVE PEACE＆FREEDOM》
- 2001年　《私小説－My Love Story－》(日語)
- 2002年　《陳美齡CD BOX》(日語)
- 2005年　《Lost & Found－來到我身邊》(日語)、《幸福之花》(日語)
- 2006年　《Forget Yourself》(英語)
- 2007年　《そこには 幸せが もう生まれているから》(日語)、《Peaceful World －ピースフルワールド-》(日語)
- 2008年　《「世界へとどけ平和への歌声」-ピースフルワールド-》(日語)、《朗らかに　～シングルバージョン～》(日語)、《この良き日に／一人にはしないから》(日語)
- 2009年　《你的失物》(日語)

## 主要著作
以下書名為漢語翻譯，日語書名請參看日語維基之條目。
- 1983年　《美齡　我的中餐》(日語)
- 1984年　《以歌聲呼吁和平》(日語)
- 1984年　《大家都是生活在地球上的人》(日語)
- 1993年　《新的女人》(日語)
- 1996年　《大家都是生活在地球上的人　續集》(日語)
- 1997年　《美齡的香港指南》(日語)
- 1999年　《THE ROAD WINDS UPHILL ALL THE WAY》(英語，共著)、《大家都是活在未來的人》(日語)
- 2001年　《美齡的積極育兒》(日語)
- 2002年　《完美的情侶》(日語小說)、《子彈作的戒指》(日語小說)
- 2003年　《這條路上的風吹到山岡上》(日語，共著)
- 2004年　《美齡的為世界干杯！》(日語)、《我喜愛的日本》(日語)、《小小生命的留言》(日語)
- 2005年　《The Right Track 為活在未來的人們》(英語)、《結婚生活是什么？》（(日語。與喜多嶋洋子共著）
- 2006年　《美齡式老化　藥膳去毒法》(日語)、《花和色彩的生日詞語》（日語。共著）
- 2016年　《50個教育法，我把三個兒子送入了史丹福》在香港出版的第一本书
- 2018年　《家長不要做的35件事》（共著）

## 電視節目
- 佳藝電視《美齡與你》
- 2018年 ViuTV《美齡幸福便當》
- 2023年 TVB《萬眾同心公益金》

## 荣誉
- 2021年香港都會大學榮譽大學院士 （页面存档备份，存于）

### 外国勋章奖章
- 旭日小绶章（日本，2018年4月29日公布[18]）